# 배리 소넌펠드

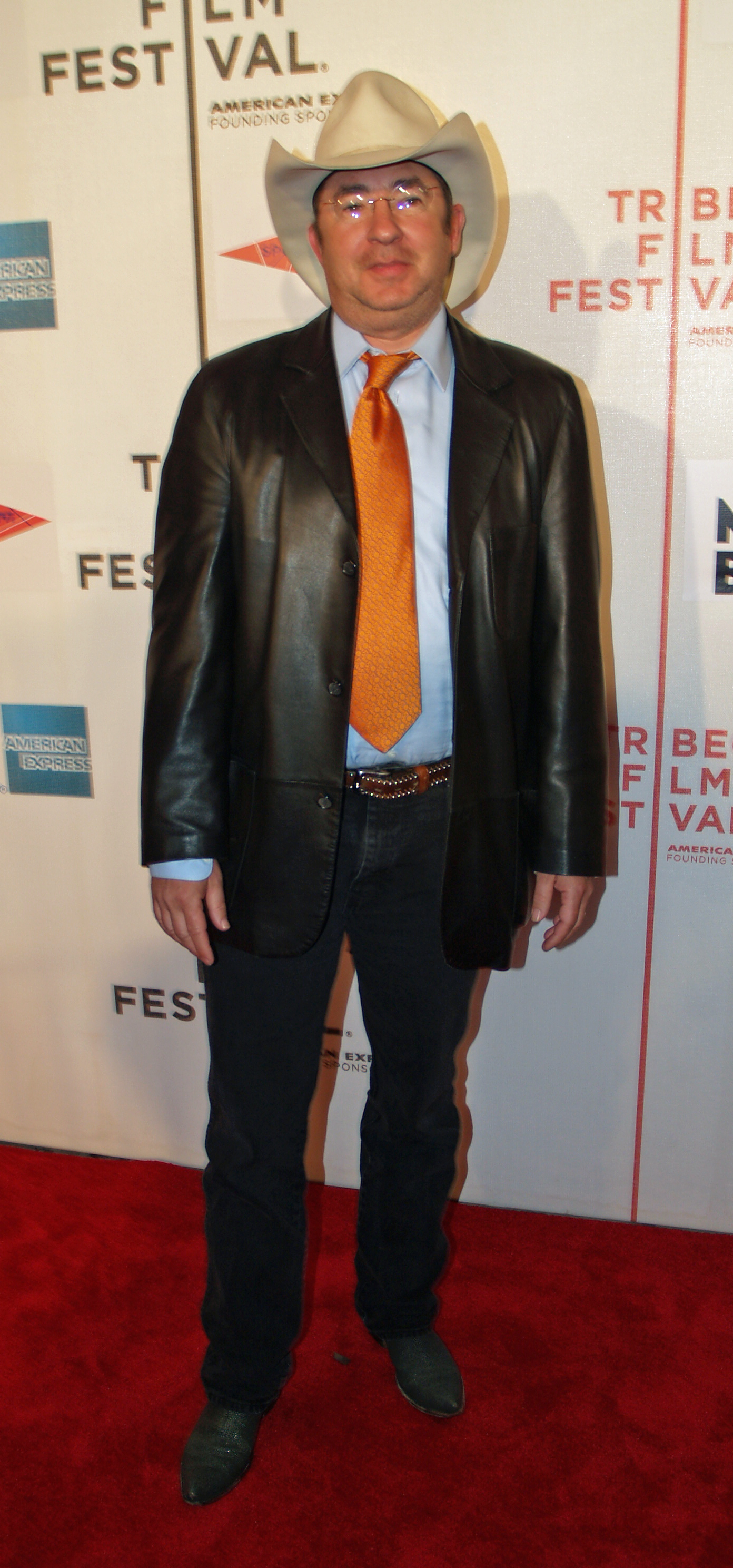
배리 소넌펠드

배리 소넌펠드(Barry Sonnenfeld, 1953년 4월 1일 ~ )은 미국의 영화 감독이다.

## 작품 목록
- 미스터 캣(연출)